# Headlines!
Pour les articles homonymes, voir Headlines.
Headlines! est le troisième album du groupe The Saturdays sorti le 13 août 2010 et certifié disque d'or[réf. nécessaire].

## Liste des titres de l'album
1. Missing You
2. Ego
3. Higher
4. Forever Is Over
5. Died in Your Eyes
6. Karma
7. Puppet
8. One Shot (Starsmith Mix)
9. Here Standing
10. Lose Control
11. Deeper
12. Higher (feat. Flo Rida)